# 塚本亮一
塚本 亮一（つかもと りょういち、1908年3月15日 - 2000年7月11日）は、日本の経営者。愛知県名古屋市出身。

## 経歴
1931年に東北帝国大学法文学部経済学科を卒業し、同年に第一生命保険に入社。1948年に総務部長に就任し、取締役、常務、専務を経て、1967年に副社長に就任し、1970年5月には社長に昇格した。1977年4月から1987年4月までに会長を務めた。
日本経営者団体連合会常任理事、経済団体連合会常任理事も務めた。
1972年10月に藍綬褒章を受章し、1979年11月に勲二等瑞宝章を受章した。
2000年7月8日肺炎のために死去。92歳没。